# Saint-Maurice-en-Quercy

Saint-Maurice-en-Quercy este o comună în departamentul Lot din sudul Franței. În 2009 avea o populație de 225 de locuitori.

## Evoluția populației
| An        | 1975 | 1982 | 1990 | 1999 | 2006 | 2009 |
| --------- | ---- | ---- | ---- | ---- | ---- | ---- |
| Populație | 289  | 275  | 248  | 239  | 219  | 225  |